# Xyletinus tremulicola
Xyletinus tremulicola е вид бръмбар от семейство Хлебни бръмбари (Anobiidae). Видът е почти застрашен от изчезване.

## Разпространение
Разпространен е във Финландия и Швеция.